# Kasr al-Kabir

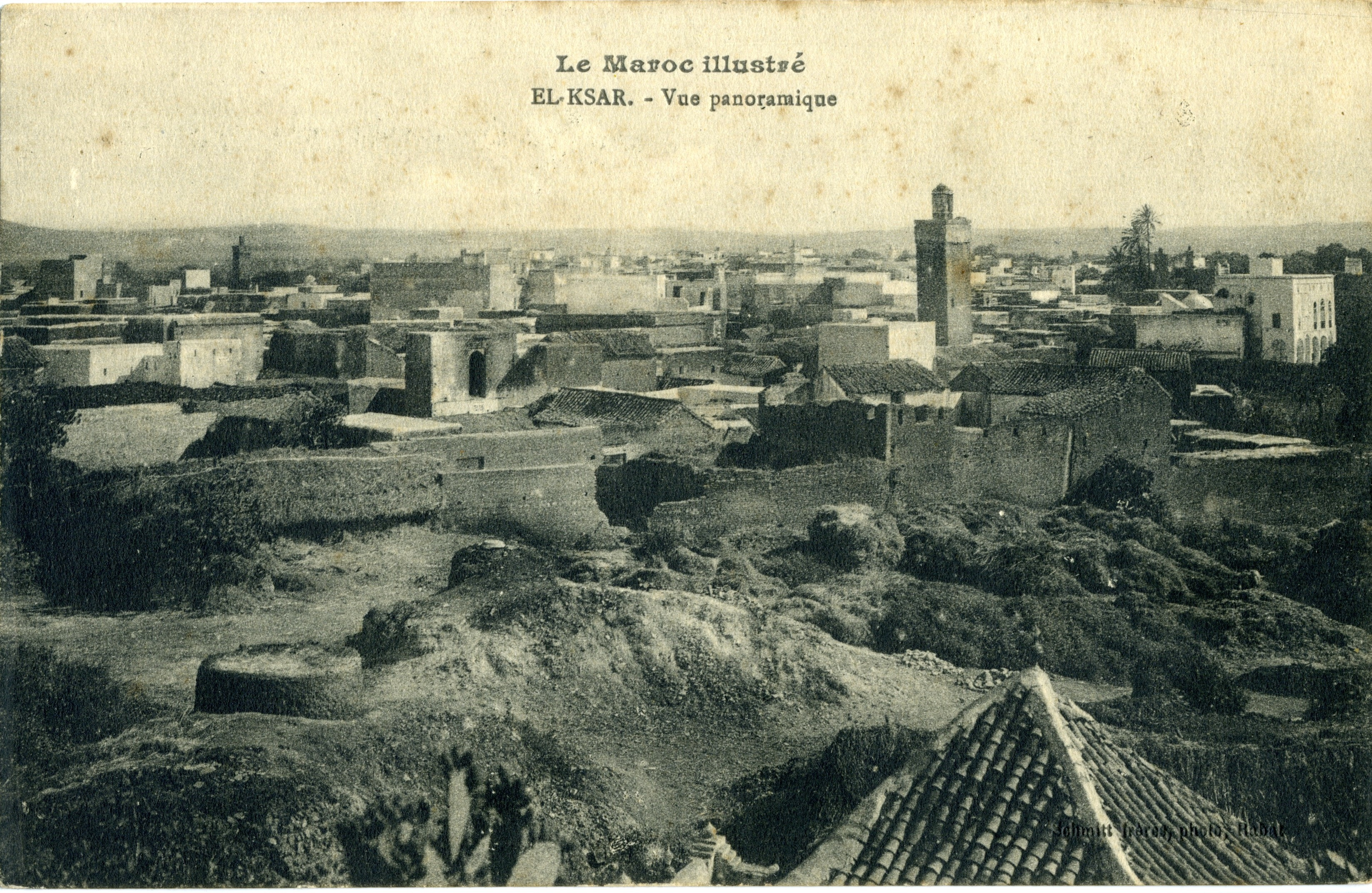
La ciutat cap al 1900.

El-Kasr-el-Kebir (àrab: القصر الكبير, al-Qaşr al-Kabīr; amazic: ⵍⵇⵚⵔ ⵍⴽⴱⵉⵔ; portuguès: Alcácer-Quibir; castellà: Alcazarquivir) és una ciutat del Marroc a la regió de Tànger-Tetuan-Al Hoceima, província de Larraix, a la riba del uadi Lukkus. Segons el cens de 2014 tenia una població total de 126.617 persones anomenades qasris; la població el 1900 era de 9.000 habitants amb uns 2.000 jueus. El seu nom vol dir el 'Gran Castell' i popularment se'n diu només el-Ksar o al-Qsar. El patró de la vila és Sidi Ali Khlef ibn Ghalib (normalment, anomenat Mulay Ali Bu Ghalem).

## Història
Correspondria a l'Oppidium Novum dels romans que va desaparèixer abans de la invasió musulmana. El Danhdaja, del grup amazic kutama, hi van construir una fortalesa vers el 720 per obra d'Abd al-Karim al-Kutami i es va dir Kasr Abd al-Karim o Kasr Kutama (o Kasr Danhadja). Fou la capital de l'estat idríssida, dirigit per Idris ibn al-Kasim ibn Ibrahim.
La vila va quedar enfosquida per la preeminència de Fes. L'almohade Yakub al-Mansur hi va construir un recinte fortificat i un hospital anomenat Harat al-mudjarin. El 1223/1224, va reconèixer els marínides; el 1288/1289, fou nomenat governador rais Abu l-Hasan ibn Ashkilula, la nissaga dels quals va governar per molt de temps la ciutat; en temps del soldà Abu Inan Faris (1348-1358) es va fundar una madrassa. Els Banu Ashkilula foren una de les principals famílies del Regne de Granada i la seva desaparició va coincidir amb l'arribada dels portuguesos a la costa marroquina. L'amenaça portuguesa feia que els habitants de la ciutat no s'atrevissin a cultivar la terra massa lluny de les muralles. Fou atacada el 1503 per Juan de Meneses, governador d'Arzila (Asilah), però fou rebutjat. El 4 d'agost del 1578, prop del uadi al-Makhazem, a la vora de la ciutat, el rei Sebastià I de Portugal aliat amb Muhammad al-Mutawakkil, exrei i pretendent al tron del Marroc, van combatre contra el soldà Abu Marwan Abd al-Malik; els soldats del soldà van derrotar els portuguesos i els seus aliats, i Sebastià, Muhammad i Abu Marwan van morir en el combat; el cos del rei portuguès no fou trobat i Felip I de Catalunya i Aragó, i II de Castella va heretar Portugal. Ahmad al-Mansur, germà d'Abu Marwan, va pujar al tron marroquí.
Al segle següent, la situació havia canviat i la ciutat era un dels quarters dels "Voluntaris de la Fe", que amenaçaven els establiments cristians. A la meitat del segle xvii, en el temps d'anarquia que va precedir la fundació de la dinastia alauita, fou capital del cadi Khadir Ghaïlan, que es va fer senyor de tot el Gharb fins que en fou expulsat per Mulay al-Rashid el 1668, i encara després, a la mort d'aquest (1672), la va recuperar i s'hi va mantenir fins al 1673, quan fou derrotat i mort per Mulay Ismail (1672-1727). Els alauites en van desmantellar les muralles.
El 1911, el Marroc estava en completa "anarquia". D'acord amb el qual preveia la Conferència d'Algesires, el soldà va demanar ajuda a França. Tropes franceses van ocupar la capital del Marroc, Fes. Espanya va ocupar Larraix i Alcazarquivir. Va restar possessió espanyola fins al 1956, excepte uns anys en què va estar sota control de la República del Rif.
Després de la independència, la construcció de la presa d'Oued el-Makhazine sota el rei Hassan II del Marroc, que va permetre controlar el cabal del Lukkus, va fer de la ciutat un important centre agrícola comarcal i de distribució.